# کاکتوس‌های بالشتکی
کاکتوس‌های بالشتکی (نام علمی: Tunilla) نام یک سرده از زیرخانواده انجیری‌واران است.